# Celenza Valfortore

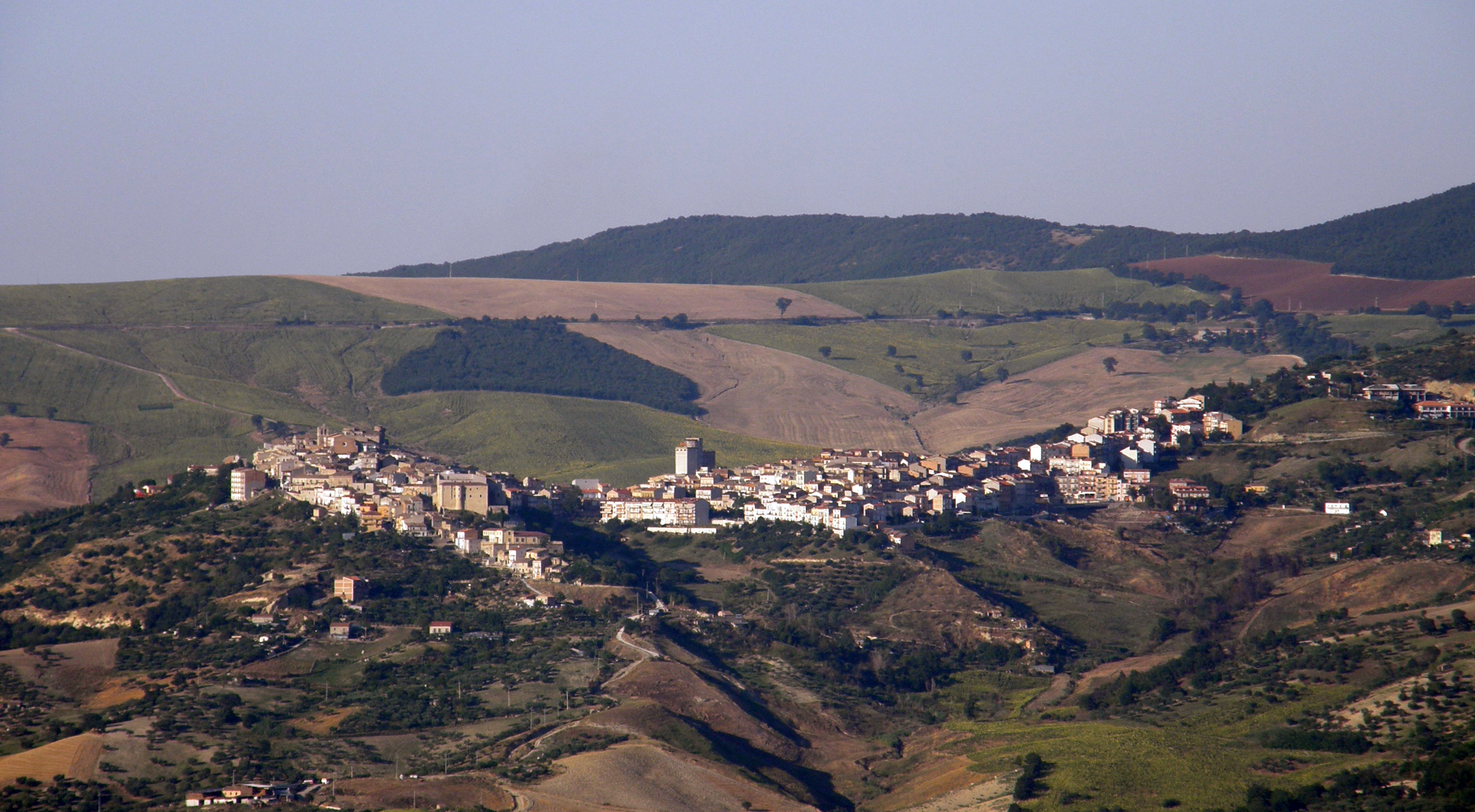
Celenza Valfortore 2009

Celenza Valfortore ist eine italienische Gemeinde (comune) mit 1347 Einwohnern (Stand 31. Dezember 2023) in der Provinz Foggia in Apulien. 

## Geographie
Die Gemeinde liegt etwa 48 Kilometer westnordwestlich von Foggia, gehört zur Comunità Montana dei Monti Dauni Settentrionali und grenzt unmittelbar an die Provinz Campobasso (Molise). Im Westen der Gemeinde liegt der Lago di Occhito.

## Geschichte
Die antike Stadt Celenna, die der Legende nach durch Diomedes gegründet worden sein soll, wurde 275 v. Chr. durch die Römer zerstört. In der byzantinischen Epoche wandelte sich der Name der Ortschaft von Celentia nach Capitinata.

## Verkehr
Am südlichen Rand der Gemeinde verläuft die Strada Statale 17 dell'Appennino Abruzzese e Appulo Sannitica von Antrodoco nach Foggia.

## Persönlichkeiten
- Carlo Rossi (1880–1967), General